# Fais-moi une place (album)
Pour les articles homonymes, voir Fais-moi une place.
Albums de Julien Clerc
Les Aventures à l'eau
(1987) Utile
(1992)
Fais-moi une place est le quinzième album studio de Julien Clerc sorti en 1990.

## Contexte
Après des années 1980 où il a obtenu des tubes variété-rock (avec Lili voulait aller danser, Cœur de rocker, La fille aux bas nylon, Mélissa et Hélène), l'agent artistique de Julien Clerc, Bertrand De Labbey l'incite à se recentrer en revenant à son style premier, de chanson française plus classique. Cela passe d'abord par la demande de textes à des auteurs nouveaux pour Julien (Jean-Louis Bergheaud, Thierry Séchan et Jean-Claude Vannier). Il en résulte un album faisant le pont musicalement entre les albums variété-rock des années 1980 et le retour aux sources de chanson française classique des années 1970 qui sera encore plus abouti sur les albums suivants. Il sera suivi d'un passage de Julien au Zénith en novembre 1990. 

## Titres
| 12 Titres   | 12 Titres           | 12 Titres            | 12 Titres    | 12 Titres  | 12 Titres | 12 Titres | 12 Titres | 12 Titres | 12 Titres |
| No          | Titre               | Paroles              | Musique      | Durée      |           |           |           |           |           |
| ----------- | ------------------- | -------------------- | ------------ | ---------- | --------- | --------- | --------- | --------- | --------- |
| 1.          | Le Verrou           | Jean-Louis Bergheaud | Julien Clerc | 2 min 22 s |           |           |           |           |           |
| 2.          | Échafaudages        | David McNeil         | Julien Clerc | 3 min 28 s |           |           |           |           |           |
| 3.          | Avisos              | David McNeil         | Julien Clerc | 3 min 10 s |           |           |           |           |           |
| 4.          | Gare à la casse     | Jean-Claude Vannier  | Julien Clerc | 4 min 16 s |           |           |           |           |           |
| 5.          | Fille du feu        | Thierry Séchan       | Julien Clerc | 4 min 47 s |           |           |           |           |           |
| 6.          | Foutu               | Jean-Claude Vannier  | Julien Clerc | 4 min 03 s |           |           |           |           |           |
| 7.          | Fais-moi une place  | Françoise Hardy      | Julien Clerc | 3 min 35 s |           |           |           |           |           |
| 8.          | Petits Pois Lardons | Jean-Claude Vannier  | Julien Clerc | 4 min 30 s |           |           |           |           |           |
| 9.          | Le Chiendent        | Jean-Claude Vannier  | Julien Clerc | 3 min 40 s |           |           |           |           |           |
| 10.         | Petit Joseph        | Jean-Claude Vannier  | Julien Clerc | 4 min 12 s |           |           |           |           |           |
| 11.         | Nouveau Big Bang    | Maurice Vallet       | Julien Clerc | 2 min 41 s |           |           |           |           |           |
| 12.         | Le Verrou (Reprise) |                      | Julien Clerc | 1 min 12 s |           |           |           |           |           |
| 41 min 00 s |                     |                      |              |            |           |           |           |           |           |

## Classements et certifications

### Classements hebdomadaires
| Classement (1990)                | Meilleure position |
| -------------------------------- | ------------------ |
| Europe (European Top 100 Albums) | 22                 |
| France (SNEP)                    | 2                  |

### Certification
| Pays          | Certification | Date | Ventes certifiées |
| ------------- | ------------- | ---- | ----------------- |
| France (SNEP) | Or            | 1990 | 100 000           |
| France (SNEP) | 2 × Or        | 1990 | 200 000           |
| France (SNEP) | Platine       | 1990 | 300 000           |